# Krokodyle łzy

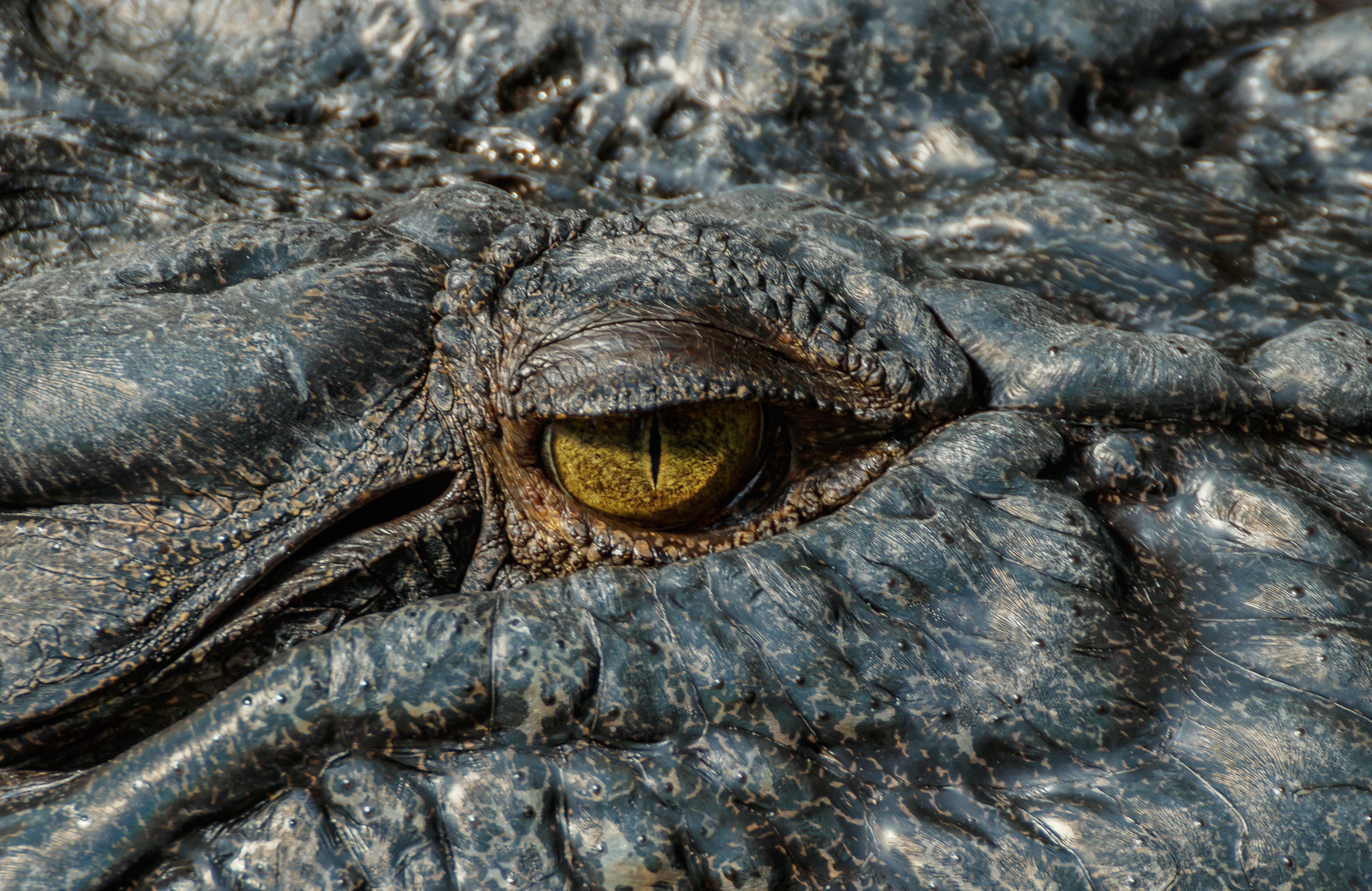
Oko krokodyla różańcowego

Krokodyle łzy – wydzielina specjalnego gruczołu solnego, występującego u niektórych krokodyli (krokodyl różańcowy).

## Fizjologia
Wydzielina ta pomaga w pozbyciu się nadmiaru soli z organizmu zwierzęcia i usuwana jest przez kanaliki położone w pobliżu oczu, szczególnie po posiłku. 

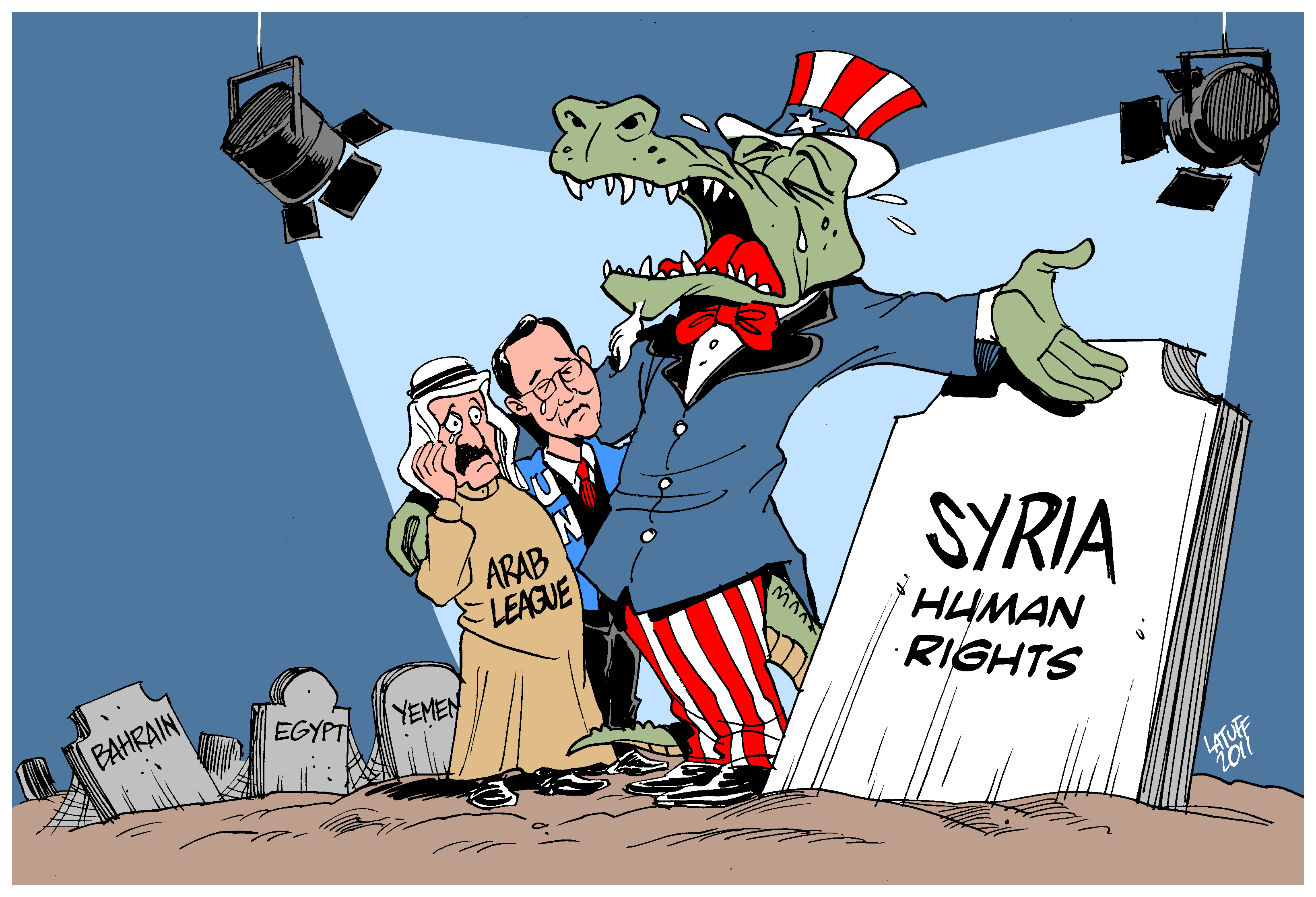
Krokodyle łzy dla praw człowieka w Syrii – rysunek C. Latuffa ilustrujący powiedzonko

Zjawisko to spowodowało powstanie mitu, sięgającego być może nawet XIII lub XIV wieku, że krokodyl płacze z żalu nad tym, iż pozbawił swą ofiarę życia, a także porzekadła, że "krokodyl mięso zje, a potem nad kośćmi płacze", będącego synonimem fałszywego żalu. Porównanie takich oszukańczych intencji do krokodylich łez zakorzeniło się w całej cywilizacji europejskiej i znajduje swój odpowiednik w najważniejszych europejskich językach.

## Frazeologia
Czasami sformułowanie "krokodyle łzy" lub "krokodyli płacz" bywa błędnie utożsamiane (w polszczyźnie) z płaczem obfitym, niedającym się pohamować, ale jest to skutek braku wiedzy o rzeczywistym źródle pochodzenia tego związku frazeologicznego.